# Placka skvrnitá
Placka skvrnitá (Alosa fallax) je ryba z čeledi sleďovití. Žije v moři, ale vytírá se ve sladkých vodách. Nyní jich velmi ubývá, kvůli silnému znečištění řek, ve kterých se tře.

## Popis
Má protáhlé tělo s výrazným břišním kýlem. Dosahuje maximální délky 60 cm, běžná délka je 40 cm. Dosahuje hmotnosti až 1,5 kg. Má nápadný řez v horní čelisti, do kterého zapadá výběžek dolní čelisti. Šupiny jsou cykloidní, jsou velké a tenké. Postranní čára chybí. Těsně za skřelovým víčkem je tmavá skvrna, která je na bocích následována 4 až 8 oválnými skvrnami.

## Výskyt
Vyskytuje se prakticky ve vodách celé Evropy. Je to hejnová ryba. Je silně tažná. V dubnu se shromažďuje v ústích řek, když stoupne teplota vody na 10 až 12 °C, táhne se třít proti proudu do sladkých vod.